# Thomas av Aquino
Thomas av Aquino (latin: Thomas Aquinas), född omkring 1225 i Roccasecca i Lazio, död 7 mars 1274 på Fossanova-klostret nära Priverno i Lazio, var en italiensk dominikanbroder, katolsk präst, teolog och filosof. Thomas av Aquino kanoniserades 1323 och vördas som helgon inom den katolska kyrkan. Hans minnesdag firas den 28 januari.
Thomas betraktas allmänt som den främste av de romersk-katolska teologerna, vilket bland annat har givit honom tillnamnen Doctor Angelicus och Doctor Communis, den änglalike och allmänne kyrkoläraren. Den teologiska och filosofiska lära han kom att bilda kallas thomism. Han räknas också som en av de främsta företrädarna för skolastiken.
Thomas av Aquino anpassade Aristoteles filosofiska system till den kristna tron. Aristoteles menade att universum var evigt, något som inte konventionellt stämmer överens med kristendomens uppenbarelse, som berättar om universums skapelse och skapare. Filosofen Gaven Kerr argumenterar för samspelet mellan skapelse och universums evighet inom kontexten av Thomas av Aquinos skrifter. I sina rent filosofiska argument för Guds existens utgår Thomas som regel ifrån att universum är evigt, eftersom han ansåg att detta var mest övertygande. Att universum en gång skapats, och alltså "börjat existera", är något man enligt Thomas inte kan bevisa filosofiskt, utan något man som kristen måste tro på i enlighet med uppenbarelsen.

## Biografi
De stora dragen och alla viktigare händelser i Thomas av Aquinos liv är kända, men biografier skiljer sig i vissa detaljer och datum från varandra. Döden förhindrade Heinrich Denifle från att slutföra sitt projekt att skriva en analytisk biografi över Thomas. Denifles vän och elev, Dominic Prümmer, O.P. som var professor i teologi vid universitetet i Fribourg i Schweiz, upptog arbetet och publicerade Fontes Vitae S. Thomae Aquinatis, notis historicis et criticis illustrati. Den första faskikeln, Peter Calos biografi, utkom 1911 i Toulouse. Av den med Thomas samtida Bartolomeus av Lucca får vi veta att tidpunkten för Thomas födelse saknas vilket ledde till en osäkerhet om dennes exakta ålder. Slutet av år 1225 brukar generellt anses vara tiden för hans födelse. Fader Prümmer, som förlitar sig på Calos auktoritet, bedömer 1227 vara en mer sannolik datering. Samtliga är överens om att han avled 1274. 
Landulph, hans far, var greve av Aquino; Theodora, hans mor, grevinna av Teano. Hans släkt var befryndad med kejsarna Henrik VI och Fredrik II, och med kungarna av Aragonien, Kastilien, och Frankrike. Calo berättar om en legend där en helig eremit förutsade hans karriär, och eremiten skall ha sagt till Theodora före nedkomsten: "Han kommer att inträda i predikareorden, och så omfattande kommer hans lärdom och så stor hans helighet att vara att intill denna dag finns ingen som kan mäta sig med honom". Vid fem års ålder, enligt den traditionella dateringen för hans födelse, sändes han för att få sin första skolning av benediktinerna vid Monte Cassino. Flitig i sina studier blev han också tidigt uppmärksammad för sin meditativa personlighet och sin hängivenhet i sina böner, och hans läromästare överraskades av att återkommande få höra barnet fråga "Vad är Gud?" 
Omkring 1236 sändes han till universitetet i Neapel. Calo berättar att denna förändring skedde genom att Monte Cassinos abbot i egen hög person skrev till Thomas far, att en sådan anmärkningsvärd begåvning som pojken hade inte skulle gömmas bort i det fördolda. I Neapel var Pietro Martini och Petrus Hibernus hans lärare. Enligt krönikörerna överträffade han snart Martini i grammatik, och därför överlämnades hans undervisning till Peter av Irland, som undervisade honom i logik och naturvetenskap. Tidens sed delade de fria konsterna i två delar: Trivium, innehållande grammatik, logik, och retorik; Quadrivium, inbegripande musik, matematik, geometri, och astronomi. Thomas kunde återge läroövningarna med mera djup och klarhet än hans lärare uppvisade. 

### Munklivet
Någon gång mellan 1240 och augusti 1243 inträdde Thomas av Aquino i dominikanorden, som han drogs till genom Johannes av St. Julian, en framstående predikant vid konventet i Neapel. Staden förundrades över att en ung aristokrat som han skulle ikläda sig en tiggarordens munkkåpa. Med blandade känslor skyndade hans mor till Neapel för att träffa honom. Dominikanerna blev då rädda att hon skulle föra bort honom. De sände honom därför till Rom, i avsikt att därifrån skicka honom vidare till Paris eller Köln. Thomas bröder, som var soldater hos kejsar Fredrik, tillfångatog honom på Theodoras begäran utanför staden Acquapendente, och familjen höll honom fången i San Giovannifästningen i Roccasecca. Där kvarhölls han i nästan två år under vilka hans föräldrar, bröder och systrar på olika sätt försökte sätta käppar i hjulet för hans kallelse. Bröderna försökte snärja honom genom att överlista honom i hans dygdighet, men novisen fördrev fresterskan från sitt rum med ett brinnande vedträ som han grep från eldstaden. Mot slutet av sitt liv bekände Thomas för sin vän och följeslagare, Reginald av Piperno, hemligheten att han, enligt egen utsago, skulle ha emottagit en stor ynnest vid den tidpunkten. När fresterskan hade motats ut ur rummet knäföll han och bad uppriktigt till Gud om att få behålla sitt sinnes och sin kropps integritet. Han föll då i sömn, och, under det att han sov, såg han två änglar som försäkrade honom om att han blivit bönhörd. Sedan omgjordade de honom med en vit gördel och sade "Vi förlänar dig gördeln av den eviga oskulden." Och från den dagen skulle han inte ha upplevt den minsta frestelse. 
Tiden Thomas av Aquino tillbringade i fångenskap var inte förgäves. Hans mor gav efter något efter att den första ilskan och sorgen lagt sig; dominikanerna tilläts undervisa honom ytterligare, och hans systrar försåg honom med några böcker — Bibeln, Aristoteles Metafysiken, och "Sententia" av Petrus Lombardus. Efter arton månader eller två år i fångenskap, antingen genom hans moders tanke att eremitens profetia skulle gå i uppfyllelse eller att hans bröder fruktade Innocentius IV:s eller Fredrik II:s hot, frisläpptes han till dominikanerna som gladdes åt att han under sin bortavaro "gjort lika mycket framsteg som om han hade gjort i studium generale".
Thomas avgav omedelbart sina klosterlöften, och hans överordnade sände honom till Rom. Innocentius IV rannsakade grundligt hans motiv till att inträda i predikareorden och sände iväg honom med sin välsignelse och förbjöd all fortsatt inblandning i hans kallelse. Johannes Teutonikern, ordens fjärde övergeneral (1240-1252), tog den unge studenten till Paris och, enligt de flesta biografier över honom, till Köln, dit han anlände 1244 eller 1245. Där hamnade han under Albertus Magnus, den ryktbaraste professorn i denna orden. I lärosätena misstolkades Thomas ödmjukhet och fåordighet som dumhet, men när Albert hade åhört hans försvar av en svår avhandling förklarade han: "Vi har kallat denne unge man en dum åsna, men hans gnäggande av doktrinerna kommer en dag att ljuda genom världen." 
År 1245 sändes Albert till Paris, och Thomas var såsom hans student hans följeslagare. Båda återvände till Köln 1248. Albert hade utsetts till ledare av en ny Studium Generale där, utnämnd det året av generalkapitlet, och Thomas skulle föreläsa under honom som magister. Under sin vistelse i Köln, troligen år 1250, prästvigdes han av Konrad von Hochstaden, ärkebiskop i staden. Hur upptagen med den akademiska karriären han än var, predikade han under hela sitt liv Guds ord, i Tyskland, Frankrike, och Italien. Hans predikningar lär ha varit kraftfulla, genomsyrade av fromhet, fulla av handfasta anvisningar, med löpande hänvisningar till de heliga skrifterna. 
År 1251 eller 1252 sände ordens övergeneral, efter förslag från Albertus Magnus och Hugo av St. Cher, Thomas till posten som magister (subregent) vid dominikanernas Studium i Paris. Denna utnämning var början på hans offentliga karriär, för hans undervisning tilldrog sig snart uppmärksamhet från både professorerna och av studenterna. Hans uppgifter bestod huvudsakligen i att förklara "Sententia" av Petrus Lombardus och hans kommentarer till denna teologiska text blev början på hans huvudverk, Summa theologica. 

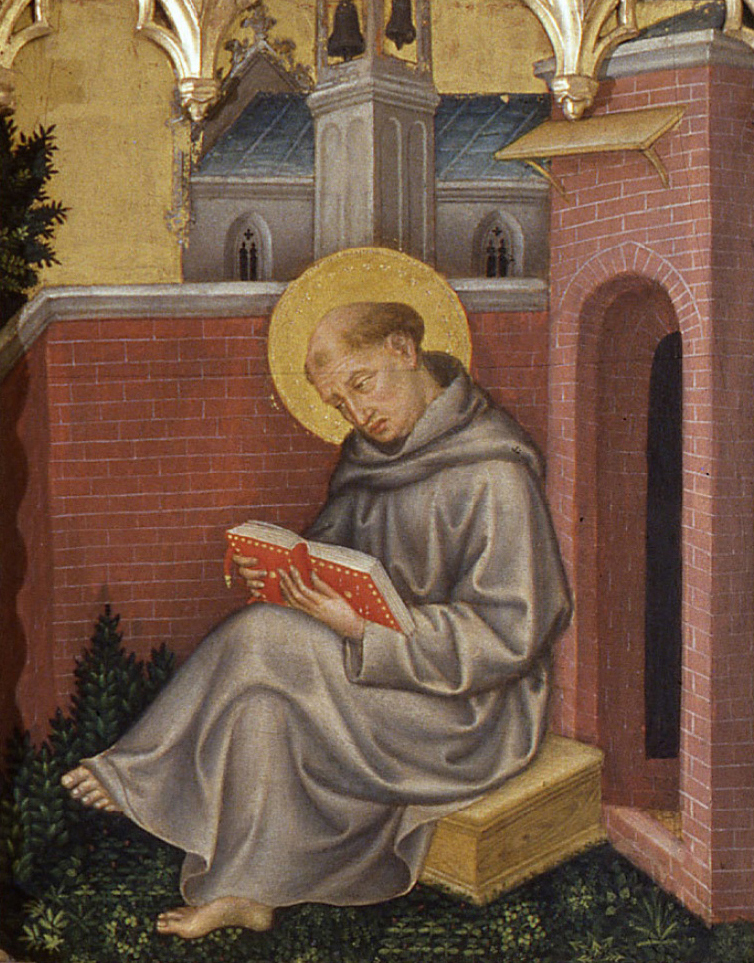
Thomas av Aquino, målning av Gentile da Fabriano.

I vederbörlig tid uppmanades han att förbereda sig på att ta doktorsexamen i teologi vid universitetet i Paris, men universitetets examensrätt drogs tillbaka med anledning av en dispyt mellan universitetet och ordensbröderna. Konflikten, som till en början uppstod mellan universitetet och statliga tjänstemän, blossade upp då en student blev ihjälslagen och tre andra skadades av stadens väktare. Universitetet som slog vakt om sin självständighet, krävde upprättelse vilket avböjdes. Doktorerna stängde stadens skolor, och svor på att inte öppna dem igen förrän deras krav uppnåtts, och bestämde att ingen i framtiden skulle beviljas doktorsgraden som inte svor en ed på att följa deras exempel om de hamnade i liknande omständigheter. Dominikanerna och franciskanerna hade fortfarit att undervisa vid sina skolor och vägrade att avlägga eden, vilket blev upptakten till en bitter strid vars höjdpunkt inträffade när Thomas och Bonaventura skulle doktorera. Vilhelm av St-Amour drev konflikten längre ändå, och attackerade ordensbröderna våldsamt, vilka han uppenbarligen var avundsjuk på, och förnekade dem rätten att inneha lärostolar vid universitetet. I opposition mot dennes bok De periculis novissimorum temporum, skrev Thomas avhandlingen Contra impugnantes religionem, en försvarsskrift för det religiösa ordensväsendet. Vilhelm av St-Amours bok fördömdes av påven Alexander IV i Anagni den 5 oktober 1256, och påven beordrade att tiggareordens bröder skulle tillåtas att doktorera. 
Ungefär vid samma tid bekämpade Thomas också en annan bok som den katolska kyrkan bedömde som farlig, "Det eviga evangeliet". Befattningshavarna vid universitetet dröjde innan de tillät Thomas att ta examen; först efter att Ludvig IX av Frankrike använt sitt inflytande och efter elva påvliga uttalanden lade sig konflikten, och Thomas kunde doktorera i teologi. Datumet för hans promotion är enligt många samstämmiga källor den 23 oktober 1257. Ämnet var "Kristi majestät". Verserna "Du vattnar bergen från din sal, jorden mättas av allt du ger" (Psaltaren 104:13), sägs ha varit ett vägledande råd han fick av en himmelsk uppenbarelse. Enligt traditionen skall han och Bonaventura ha doktorerat samma dag, och de båda vännerna skulle ha överträffat varandra i ödmjukhet om vem som skulle promoveras först. 
Från och med denna tid kan Thomas liv sammanfattas i ett fåtal ord: böner, predikan, undervisning, författande, resande. Människor föredrog snart att lyssna till honom än till Albert. Paris höll fast honom; påvarna önskade honom nära sig; ordens Studia var angelägna om att åtnjuta hans undervisning; följaktligen finner vi honom i Anagni, Rom, Bologna, Orvieto, Viterbo, Perugia, i Paris igen, och slutligen i Neapel, alltjämt undervisande och skrivande, följande sin enda passion i livet att försvara de kristna doktrinerna. Så hängiven var han sin uppgift att han i tårar bönföll att få slippa intaga ärkebiskopsätet i Neapel som han tilldelades av Clemens IV år 1265. Om hans utnämning hade verkställts, hade troligen aldrig Summa theologica blivit skriven. 
Han gav efter för sina ordensbröders önskan och deltog vid upprepande tillfällen i reformeringen av Kyrkan. Ett av dessa kapitel hölls i London 1263. Under ett annat i Valenciennes 1259 samarbetade han med Albertus Magnus och Peter av Tarentasia (senare påve Innocentius V) i en utformning av ett studiesystem som till sitt innehåll bevarats till våra dagar i dominikanordens Studia Generalia.
Det är inte överraskande att kunna läsa i Thomas biografier att han ofta verkade vara frånvarande och i extas. Mot slutet av hans liv uppkom dessa extaser allt oftare. Vid ett tillfälle, i Neapel år 1273, efter att han slutfört sin avhandling om nattvarden, såg tre ordensbröder honom upplyft i en extas och de skall ha hört en röst från altarets krucifix som sade: "Du har skrivit väl om mig, Thomas; vilken belöning önskar du?" Thomas skulle ha svarat: "Ingen annan belöning än dig, Herre". Liknande förklaringar sägs ha gjorts i Orvieto och i Paris.

### Ålderdomen
Den 6 december 1273 lade han pennan på bordet och skulle därefter praktiskt taget aldrig mera skriva. Den dagen erfor han en ovanligt lång extas under mässan; vad som uppenbarades honom är ovisst och kan endast utläsas mellan raderna i hans svar till Fader Reginald, när denne hade uppmanat honom att fortsätta skriva: "Jag kan inte göra något mera. Sådana hemligheter har uppenbarats för mig att allt jag hittills har skrivit nu synes mig äga litet värde". Summa theologica hade endast hunnit till den nittonde frågan av den tredje delen (De partibus poenitentiae). 
Thomas började omedelbart ombesörja förberedelserna för sin död. Gregorius X, som hade sammankallat till Andra Lyonkonciliet 1 maj 1274, bjöd in Thomas och Bonaventura att deltaga i mötet och sade åt den förre att medtaga sin avhandling Contra errores Graecorum till Lyon. Thomas försökte hörsamma befallningen, och började sin färd i januari 1274, men styrkan svek honom; i närheten av Terracina föll han till marken, varpå han fördes till slottet i Maienza, som var hans syskonbarns, grevinnan Francesca Ceccanos, hem. Cisterciensmunkarna i Fossa Nuova övertalade honom att bli deras gäst och han flyttades till deras kloster, dit han anlände viskande till sin följeslagare: "För evigt är detta min viloplats, här vill jag bo, det är min önskan" (Psaltaren 132:14). När fader Reginald uppmanade honom att stanna kvar vid klostret, svarade han: "Om Herren önskar ta mig härifrån är det bättre att han hittar mig i ett religiöst hus än i hägnet av lekmän." Cistercienserna var så vänliga och påpassliga att Thomas besvärades. "Varför föräras mig denna ära", sade han, "då Guds tjänare borde bära ved till mitt bål!" Efter enträgna förfrågningar av munkarna dikterade han en kort kommentar till Höga visan. 

### Död och helgonförklaring
Slutet var nära. När sista smörjelsen och sista nattvarden (Viaticum) bars in i rummet uttalade han följande trosbekännelse: 
Om det i denna värld funnes en kunskap om detta sakrament som är starkare än tron på detsamma, önskar jag att jag nu kunde använda den för att bekräfta att jag är fast i min tro och vet med säkerhet att Jesus Kristus, i sanning Gud och människa, Guds son och son till den heliga jungfrun, är i detta sakrament... Jag mottager dig, priset för mig frälsning, för vars kärlek jag har begrundat, studerat och arbetat. Om dig har jag predikat; om dig har jag undervisat. Aldrig har jag anfört någonting emot dig; om något skulle ha varit illa sagt beror det av min okunskap. Det är heller inte min önskan att vara envis i mina åsikter, men skulle jag ha skrivit något felaktigt som handlar om detta sakrament eller om något annat ämne, överlåter jag till den Heliga Romerska kyrkan för bedömning och rättelser, och som dess underlydande lämnar jag detta liv.
Thomas dog den 7 mars 1274. Flera mirakler uppges av den katolska kyrkan ha föregått hans helgonförklaring, och den 18 juli 1323 kanoniserades han av Johannes XXII. Munkarna i Fossa Nuova ville behålla hans kvarlevor men på order av påve Urban V överlämnades hans kropp till det dominikanska brödraskapet, och blev under högtidliga former förd till dominikanernas kyrka i Toulouse den 28 januari 1369. Ett magnifikt relikskrin som uppförts 1628 förstördes under franska revolutionen och kroppen flyttades då till St. Serninkyrkan, där den nu vilar i en sarkofag av guld och silver. Sarkofagen välsignades av kardinal Desprez den 24 juli 1878. Ett ben av hans vänstra arm finns i Neapels katedral. Den högra armen som ursprungligen fanns i dominikanernas Sankt Thomaskapellet, skänktes av universitetet i Paris till dominikanernas kyrka Santa Maria sopra Minerva i Rom, dit den fördes under franska revolutionen. 
En beskrivning av Thomas såsom han framträdde i livet har Calo givit, som säger att hans utseende överensstämmer med hans stora själ. Han var högväxt och kraftigt byggd, men upprätt och väl proportionerlig. Hans hud hade "samma färg som ungt vete": hans huvud var stort och välformat, och han var något flintskallig. Alla porträtt framställer honom som nobel, meditativ, mjuk, men stark. Pius V utsåg Thomas till kyrkolärare 1567. I encyklikan "Aeterni Patris", från den 4 augusti 1879, vid återställandet av den kristna filosofin, förklarade Leo XIII honom vara "fursten och mästaren av alla skolastiker". Samme pontifikat, genom ett meddelande 4 augusti 1880, utsåg honom till skyddshelgon över alla katolska universitet, akademier, lärosäten och skolor i hela världen.

## Författarskap
Fastän Thomas bara levde ungefär femtio år, har han skrivit mer än 60 böcker, några kortare och några av avsevärd längd. Detta behöver inte nödvändigtvis innebära att varje ord i de autentiska texterna är skrivna av hans hand; han bistods av sekreterare, och hans biografer uppger att han kunde diktera flera verk samtidigt. Andra verk har felaktigt tillskrivits honom som upphovsman; några av dessa är i stället skrivna av hans lärjungar. 
I Scriptores Ordinis Praedicatorum (Paris, 1719) tillägnar fader Echard 86 foliosidor åt Thomas arbeten, och åt de olika utgåvorna och översättningarna (I, pp. 282–348). Touron (op. cit., pp. 69 sqq.) säger att avskrifter fanns i nästan alla bibliotek i Europa, och att efter boktryckarkonsten uppfunnits, spreds böckerna snabbt i Tyskland, Italien och Frankrike, och att delar av Summa theologica var ett av de första viktigare verk som trycktes. Peter Schöffer, en boktryckare i Mainz, gav ut Secunda Secundae 1467. Detta är den första kända tryckta utgåvan av Thomas böcker. Den första kompletta utgåvan av Summa trycktes i Basel 1485. Många andra utgåvor av denna och andra verk publicerades på 1500- och 1600-talen, särskilt i Venedig och Lyon. Hans samlade verk (Opera Omnia) utgavs i följande ordning: Rom, 1570; Venedig, 1594, 1612, 1745; Antwerpen, 1612; Paris, 1660, 1871-80 (Vives); Parma, 1852-73; Rom, 1882 (Leoninautgåvan). Den romerska utgåvan från 1570, kallad "Pianan", eftersom den är ett beställningsverk av Pius V, var standardutgåvan i många år. Bortsett från det noggrant redigerade råmaterialet innehåller den kommentarer av kardinal Cajetan och "Tabula Aurea" av Petrus av Bergamo. Venedigutgåvan från 1612 prisades högt eftersom Cajetan-Porrecta-kommentarerna medföljde råmaterialet. Leoninautgåvan tillkom under beskydd av Leo XIII, som gav anvisningar till denna i Motu Propriot Placere nobis. Leoninautgåvan innehåller Sylvester Ferrariensis kommentarer till Summa contra gentiles, och Cajetans kommentarer till Summa theologica. De sista banden, IV-XII, av den senare utgåvan utkom 1906. 

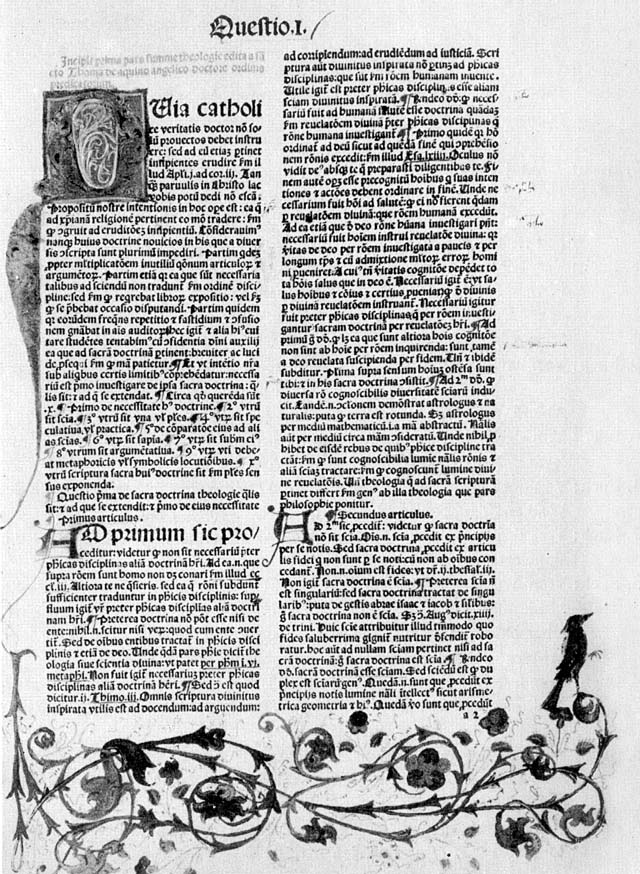
Sida ur Summa, Vendedigutgåva från 1482.

Thomas verk kan klassificeras som filosofi, teologi, bibelvetenskap, apologetik, eller som stridsskrifter (så kallade kontroverser). Klassificeringen upprätthålls dock inte fullt ut i samtliga verk. Summa theologica till exempel, är till sitt innehåll filosofi, medan Summa contra gentiles huvudsakligen, men inte uteslutande filosofi och apologetik. Hans filosofiska verk utgörs i första hand av kommentarer till Aristoteles, och hans första viktigare teologiska skrift är kommentarer till Petrus Lombardus fyra böcker "Sententia"; men han följer ingen av dessa tänkare slaviskt.

### Huvudverk
Bland de verk där Thomas egenart framträder till tankegods och metod, bör särskilt följande nämnas: 
1. Quaestiones disputatae — Detta är en samling avhandlingar om frågor som hade kommit upp, men inte fullständigt utretts, under Thomas föreläsningar, eller frågor där hans åsikt särskilt hade efterfrågats. I dessa diskuterar författaren obundet till konventioner och till rum och tid, uttrycker sin mening och ger alla ståndpunkter argument för och emot. Denna samling avhandlingar innehåller bland annat "De potentia", "De malo", "De spirit. creaturis", "De anima", "De unione Verbi Incarnati", "De virt. in communi", "De caritate", "De corr. fraterna", "De spe", "De virt. cardinal.", "De veritate", vilka tryckts var för sig många gånger.
2. Quodlibeta — Denna samling innehåller ämnen eller ståndpunkter och Thomas svar på dessa, vilka hade dryftats i föreläsningssalarna, huvudsakligen i de strikt formbundna skolastiska läroövningarna, kallade circuli, conclusiones och determinationes, som hölls två gånger per år.
3. De unitate intellectus contra Averroistas — Denna opusculum vederlägger en uppfattning som kristendomen avfärdat som felaktig, och stundom farlig, nämligen att alla människor skulle ha en och samma själ, en uppfattning som är oförenlig med teorin om den personliga friheten, den fria viljan och det individuella ansvaret. Se vidare Averroës.
4. Commentaria in Libros Sententiarum — Denna och nästföljande är de direkta föregångarna till Summa theologica.
5. Summa de veritate catholicae fidei contra gentiles — Detta arbete, skrivet i Rom 1261-1264, tillkom på begäran av Raimund av Peñafort, som ville ha en filosofisk exposition och försvar av den kristna tron mot judendomen och morernas islam i Spanien. Det är en typisk apologetik, som belägger att ingen demonstrerad sanning (scientia) strider emot den uppenbarade sanningen (fides, tron). Den består av fyra delar: I. Om Gud såsom Han är i sig själv; II. Om Gud såsom ursprung till skapelsen; III. Om Gud såsom skapelsens ände; IV. Om Gud i Hans uppenbarelse. Det bör framhållas att fäderna av Första Vatikankonciliet vilka behandlade nödvändigheten av uppenbarelse (konstitution "Dei Filius", c. 2), begagnade nästan varje ord som Thomas i detta arbete (I, cc. iv, V), och i Summa theologica (I:1:1).
6. Tre verk skrivna på begäran av Urban IV —
  1. Opusculum contra errores Graecorum är ett vederläggande av de grekisk-ortodoxa doktrinerna som stod i konflikt med den katolska kyrkan, och handlar följaktligen om huruvida den helige ande utgick från Fadern och Sonen, Roms överhöghet, nattvarden, och skärselden. Denna användes som argument mot de ortodoxa grekerna med känd verkan vid andra konciliet i Lyon (1274) och konciliet i Florens (1493).
  2. Officium de festo Corporis Christi som Mandonnet (Ecrits, p. 127) förklarat det stå bortom varje tvivel vara skrivet av Thomas. I denna återfinns hymnerna "Sacris solemniis" (med Panis angelicus), "Pange Lingua" (som slutför "Tantum Ergo"), "Verbum Supernum" (slutförande "O Salutaris Hostia") och, i mässan, sekvensen "Lauda Sion". I sitt förhållningssätt till gudstjänsten sammanför Thomas Nya testamentet för anföranden om den faktiska närvaron av Kristus i sakramenten, med texter från Gamla testamentet som symboliskt tas för hänvisningar till nattvarden. Santeuil, en poet från 1600-talet, sade att han skulle byta bort alla sina dikter mot en enda strof från "Verbum Supernum": "Se nascens dedit socium, convescens in edulium: Se moriens in pretium, Se regnans dat in praemium" - "In birth, man's fellow-man was He, His meat, while sitting at the Board: He died his Ransomer to be, He reigns to be his Great Reward" (översatt till engelska av Markisen av Bute). Höjdpunkten i hela gudstjänsten är möjligen "O Sacrum Convivium" (cf. Conway, "St. Thomas Aquinas", London and New York, 1911, p. 61).
  3. Catena Aurea, vilken trots att den inte är lika originell som Thomas övriga skrifter kan tjäna som bevis på Thomas förtrogenhet, och hans intima relation, med kyrkofäderna. Verket utgörs av och fullföljer en serie valda passager från fäderna, och är disponerad så att fädernas anföringar blir löpande kommentarer till evangelierna. Kommentarerna till Matteusevangeliet är dedicerade till Urban IV.
7. Kommentarer till ett flertal av Aristoteles verk[15] —
  1. Expositio libri Peryermeneias (endast till en del av andra boken)
  2. Expositio libri Posteriorum Analyticorum
  3. In libros Physicorum
  4. In libros De caelo et mundo
  5. In libros De generatione et corruptione
  6. Sentencia super Meteora
  7. Sentencia libri De anima
  8. Sentencia libri De sensu et sensato
  9. Sententia libri Ethicorum
  10. Sententia libri Politicorum (ofullständig)
  11. Sententia libri Metaphysicae
8. Summa theologica — Detta verk odödliggjorde Thomas av Aquino.

### Summa theologica
Författaren själv beskriver Summa theologica som en lärobok för studenter om de kristna doktrinerna. Det är mera sanningsenligt att beskriva det som en komplett vetenskapligt arrangerad exposition av teologin och på samma gång en sammanfattning (summæ) av den kristna filosofin som världen kände. 
I det kortfattade förordet påtalar Thomas de svårigheter som hans studenter hade stött på vid studiet av doktrinerna, och han definierar svårigheterna: flertaliga meningslösa anföringar, artiklar och argument; frånvaro av en vetenskaplig ordning; återkommande upprepningar; vilka sammantagna "väcker avsky och förvirring hos de studerande". Sedan tillfogar han: "I önskan att undvika dessa och liknande olägenheter skall vi i förtröstan på att Gud ledsagar oss, bemöda oss om att behandla dessa saker som utreder doktrinerna så kortfattat och så tydligt som ämnet må tillåta." 
I den inledande frågan, "Om den heliga doktrinen", redogör han för ståndpunkten att vid sidan av den kunskap som kommer av förnuftet är uppenbarelse nödvändig och primär, för det första eftersom utan den skulle inte människan förstå den övernaturliga ände som hon på frivillig väg måste försöka finna; för det andra eftersom de sanningar om Gud som man kan nå genom förnuftet endast kan erhållas av ett fåtal, efter lång tid och genom många felslut och misstag. 
När den uppenbarade sanningen godtagits fortsätter medvetandet att förklara den och dra slutledningar från den. Därmed är teologin, som enligt honom är en exakt vetenskap, resultatet, eftersom den fortsätter arbeta med de principer som är givna (svar 2). Objektet för vetenskapen är Gud; andra ämnen behandlas endast i så måtto de relaterar till Gud (svar 7). Förnuftet används i teologin inte för att bevisa trons sanning - denna godtas på basis av Guds auktoritet - utan för att försvara, förklara, och utveckla de uppenbarade doktrinerna (svar 8).

#### Underavdelningar avSumma
Den första delen av Summa är indelad i tre traktat: 
1. Om sådana ting som berör Guds essens
2. Om distinktionen av Guds personer (treenighetens mysterium);
3. Om Guds skapande av varelser och om varelserna som skapats

Den andra delen, Om Gud såsom människans mål, kallas ibland Thomas moralteologi, det vill säga hans avhandling om människans mål och om mänskliga handlingar. Den är underindelad i två delar, kända som Första sektionen av den andra (I-II, eller 1a 2ae) och Andra sektionen av den andra (II-II, eller 2a 2ae). 
Den första sektionen av den andra. De första fem frågorna tillägnas bevisen för att människans ände, hennes salighet, består i att med intellektet skåda Guds väsen. Människan uppnår det målet eller förlorar det genom sina mänskliga handlingar, det vill säga genom den fria viljans handlingar. Människans handlingar behandlar han först i allmänna ordalag, och därefter redogör han för specifika fall (II-II). Avhandlingen om mänskliga handlingar i generella ordalag är indelad i två delar: den första (frågorna 6–48 av I-II) redogör för handlingar i sig, och den andra (frågorna 49–114 av I-II) för principerna eller orsakerna, inre och yttre, till dessa handlingar. I dessa traktat och i Den andra av den andra följer Thomas Aristoteles i sin beskrivning och analys av människans medvetandes och hjärtas rörelse.
Den andra av den andra behandlar specifika mänskliga handlingar, det vill säga dygder och synder. I denna behandlar Thomas dels sådant som gäller alla människor oavsett var de befinner sig i livet, dels sådant som endast gäller somliga. Sådant som gäller alla människor summeras under sju huvuddygder: de tre teologiska dygderna tro, hopp och kärlek (charitas) och de fyra kardinaldygderna klokhet, rättvisa, tapperhet och måttfullhet. För att undvika upprepning har Thomas under varje huvuddygd inte endast behandlat dygden själv, utan även besläktade dygder, synderna som är dess motsats, påbuden att handla enligt dygden, och den helige andes gåva som svarar emot den. Sådant som gäller endast somliga är reducerat till tre rubriker: den nåd (gratia gratis data) som ges till vissa individer till Kyrkans fördel, och inte till individens fördel, sådant som tungomålstalande, profetians gåva, mirakler, det aktiva och det kontemplativa livet; olika faser i livet, och plikter som tillkommer dem som har olika livsuppgifter, i synnerhet biskopar och ordensfolk.
Den tredje delen behandlar Kristus och vad han har givit människan, och består av tre traktat: Om inkarnationen och om vad frälsaren utförde och om hans lidande; Om sakramenten, vilka har instiftats av Kristus och vilka verkar genom hans gärningar och lidande; Om det eviga livet, det vill säga världens ände, kropparnas uppståndelse, den yttersta domen, syndarnas straff, och de rättfärdigas salighet vilka genom Kristus får evigt liv i himlen.

#### Summastillkomst
Åtta år ägnade Thomas åt att sammanställa detta arbete, vilket påbörjades i Rom, där Första delen och Första av den andra skrevs (1265-1269). Den andra av den andra påbörjades i Rom och slutfördes i Paris (1271). 1272 reste Thomas till Neapel där den tredje delen tillkom, till och med den nittonde frågan av traktaten Om botgöring. Detta arbete har slutförts genom en komplettering av ett supplement som utgörs av andra skrifter av Thomas, men vilka somliga tillskriver Petrus av Auvergne, och andra Henrik av Gorkum. Dessa tillskrivanden tillbakavisas av utgivarna av Leoninautgåvan (XI, pp. viii, xiv, xviii). Mandonnet (op. cit., 153) hänger sig åt en vedertagen uppfattning att sammanställningen gjordes av Reginald de Piperno, Thomas trofaste följeslagare och sekreterare. 
Hela Summa består av 38 avhandlingar, 612 frågor, underindelade i 3120 artiklar, i vilka omkring 10 000 invändningar framförs och besvaras. Summa är den kristna doktrinen i vetenskaplig form; den är det mänskliga förnuftet som tagit tjänst att bevisa sanningen i den kristna religionen. Där är också den vuxne mannen och helgonförklarade kyrkoläraren som ger svar på frågan från barndomen: "Vad är Gud?" 
Den katolska kyrkans vördnad för Thomas och hans Summa är gränslös: "Bland de skolastiska lärarna, tornar Thomas av Aquino som den främste och mästaren av dem alla, eftersom, vilket Cajetan iakttager (i 2am 2ae, Q. 148, a. 4), ’han vördade de forna kyrkolärarna på ett sådant säreget sätt att all deras sammantagna intelligens verkar ha nedärvts i honom’" (encyklikan, "Aeterni Patris", av Leo XIII).

### Metod och stil

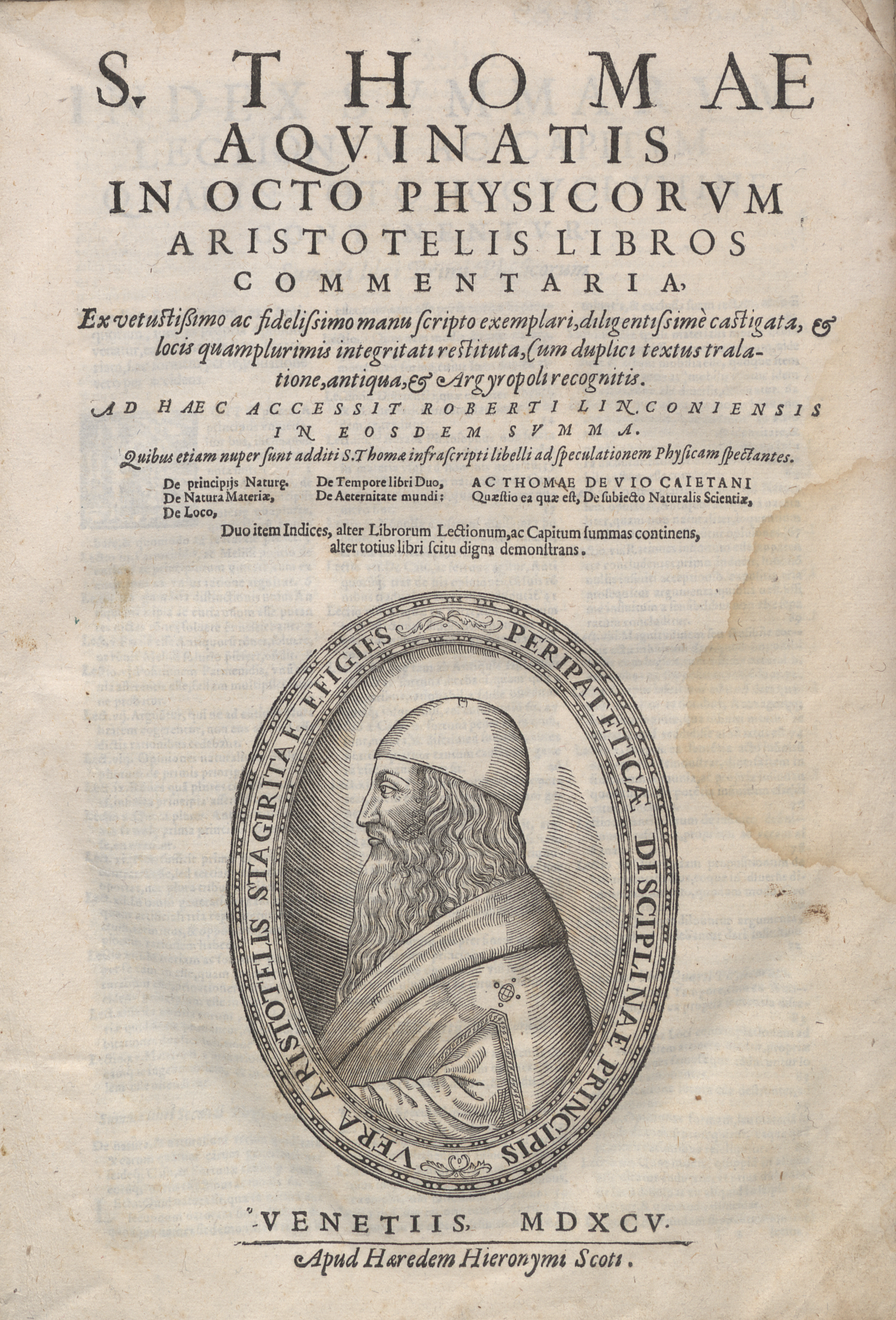
Super Physicam Aristotelis, 1595.

Det är omöjligt att beteckna Thomas metod om endast ett ord får användas, så vitt den inte bör kallas eklektisk. Den är aristotelisk, platonsk, sokratisk; den är induktiv och deduktiv, analytisk och syntetisk. Han väljer den metod som för tillfället bäst tjänar hans syften, i en ärlig strävan att erkänna vad som är sant och vederlägga vad som är falskt. Hans styrka därvidlag ligger i att med ett fåtal ord sammanfatta en mängd motstridiga källor och skrifter, och finna gemensamma drag i dessa. 
För sin tid är Thomas osedvanligt icke-dogmatisk, och kräver inte av läsaren att denne skall förlita sig till hans ord, utan redovisar noggrant för hur slutsatserna dras och hur han kommer fram till sina svar. I filosofi, säger han, är auktoriteters argument av underordnad betydelse; filosofi handlar inte om att veta vad andra har sagt, utan om att känna och förstå sanningen (I lib. de Coelo, lect. xxii; II Sent., D. xiv, a. 2, ad 1 um). Filosofin är ett redskap för Thomas, som används för förståelsen av teologin, men han håller fast vid ämnenas givna ramar. Mot traditionalisterna har Heliga stolen förklarat att metoderna som Thomas och Bonaventura använde inte leder till rationalism (Denzinger-Bannwart, n. 1652). Varken hos Albertus Magnus eller Roger Bacon finner man ett motstycke i hans undersökningar av naturen; Thomas var före sin tid vad gäller vetenskap och många av hans åsikter därom har löpande aktualiserats i den akademiska debatten till 2000-talet. Till exempel kan man läsa följande som Thomas skrivit, vilket kan jämföras med sexualsystemet: "I en och samma planta finns en tvåfaldig dygd, aktiv och passiv, fastän det aktiva ibland bara finns i en och det passiva i en annan, så att en planta sägs vara maskulin och den andra feminin" (3 Sent., D. III, Q. ii, a 1). 
Thomas stil är en blandning av den rakframma framställning som återfinns hos många skolastiker, och den nogräknade stilistiken man kan finna hos Johannes av Salisbury. Påve Innocentius VI (citerad i encyklikan "Aeterni Patris", av Leo XIII) skriver att, med undantag av de kanoniska skrifterna, överträffar Thomas allt skrivet i "uttryckets lämplighet och påståendenas sanning" (habet proprietatem verborum, modum dicendorum, veritatem sententiarum). Många framstående talare har studerat hans retorik. Samma sak gäller teologer. Cajetan var en större kännare av Thomas stil än någon annan. Thomas hade inte fått denna talets gåva gratis, även om man erkänner att han hade en anmärksningsvärd, medfödd begåvning; han var också strävsam och omarbetade sina skrifter. "Författarens manuskript till Summa Contra Gentiles är till stora delar ofullbordat. Det finns nu i Vatikanbiblioteket. Manuskriptet består av pergamentremsor i skiftande nyanser och färger som förvaras i en gammal pergamenthållare som det förr var fäst vid. Texten är skriven i två kolumner och är svår att tyda, full av förkortningar, och stundom påminner den om stenografi. Genom många stycken har det strukits streck som tyder på raderingar" (Rickaby, Op. cit., förord: se Ucelli ed., "Sum. cont. gent.", Rom, 1878).

## Influenser
Thomas skolgång var sådan att man kunde förvänta sig att han skulle göra sig ett namn; han erhöll den bästa utbildning som västvärlden kunde erbjuda under 1200-talet, vid Monte Cassino, i Neapel, Paris, och Köln. Han var samtida med flera framstående tänkare: Alexander av Hales, Albertus Magnus, Bonaventura, Raimund av Peñafort, Roger Bacon, Hugo av St Charo, Vincent av Beauvais, och många flera. Framför allt bör Albertus Magnus framhållas, eftersom han var Thomas lärare i Paris och Köln.
De böcker som var hans främsta impulsgivare var Bibeln, dekret från koncilier och påvar, de grekiska och latinska kyrkofädernas skrifter, i synnerhet Augustinus, Sententia av Petrus Lombardus, skrifter av de klassiska filosoferna, i synnerhet Aristoteles, Platon och Boethius. Måste man välja några av dessa filosofer som särskilt viktiga för Thomas, vore det Aristoteles, Augustinus och Petrus Lombardus. I ett annat hänseende var Thomas influerad av Averroës, hans huvudmotståndare som han bekämpade för att försvara sin syn på Aristoteles rätta filosofi.

## Filosofi

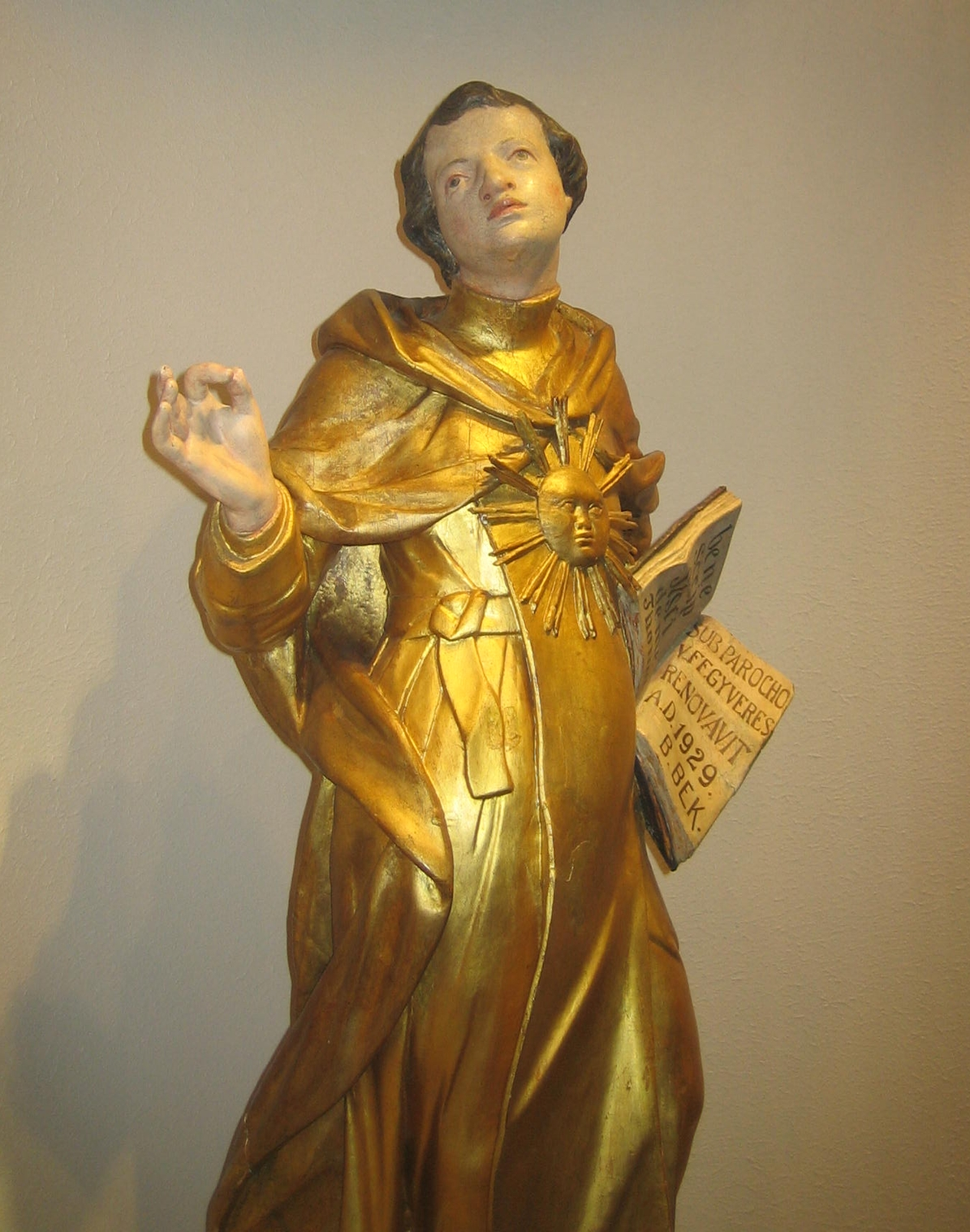
Thomas av Aquino, skulptur från 1600-talet

"Nihil est in intellectu quod non sit prius in sensu." (Ingenting finns i intellektet som inte först förnummits med sinnena) – Thomas peripatetiska axiom
Thomas av Aquino har utövat ett ojämförligt inflytande över västvärldens teologi, i synnerhet den romersk-katolska, vilket har spritt sig till den allmänna filosofin där han placerar sig i första ledet av aristotelismen, såsom dess uttolkare, och skolastiken. Ayn Rand (själv ateist) "vidhåller bestämt att Aristoteles var den störste [filosofen] och att Thomas av Aquino var den näst störste." I filosofiskt hänseende är Summa Theologica hans viktigaste och mest livaktiga verk, i vilken han framställer sin systematiska teologi. 

### Epistemologi
Thomas ansåg "att vad beträffar kunskap av vad för slag av sanning behöver människan gudomlig hjälp, att intellektet må föras av Gud i denna akt." Han menade dock att människor har en naturlig förmåga att veta många saker utan gudomlig uppenbarelse, även om sådan uppenbarelse sker ibland, "särskilt med hänseende på [sådant som handlar om] tro." Thomas var också en aristoteliker och en empiricist. Dessa två strömningar i västvärldens tänkande gav han ett genomgripande avtryck i. 

#### Uppenbarelse
Thomas av Aquino menade att sanning utgörs av förnuftsbaserat vetande (naturlig uppenbarelse) och tro (övernaturlig uppenbarelse). Övernaturlig uppenbarelse uppenbaras genom profeterna, Bibeln, och magisteriet, det som brukar gå under samlingsbeteckningen "traditionen". Naturlig uppenbarelse är den sanning som är tillgänglig för alla människor till följd av deras mänskliga natur; vissa sanningar kan alla människor ernå genom att använda förnuftet på ett korrekt sätt. Exempelvis ansåg han att det mänskliga förnuftet kunde tillgodogöra sig förnuftsbaserade bevis för Guds existens.
Fastän Guds väsen och egenskaper (person, enhet, sanning, godhet, makt, kunskap) kan härledas genom förnuftet, kan vissa sanningar endast bli kända genom särskild uppenbarelse (såsom treenigheten). I Thomas teoribildning är den särskilda uppenbarelsen jämförbar med uppenbarelsen av Gud i Jesus Kristus. De överordnade teologiska komponenterna av kristendomen, till exempel treenigheten och inkarnationen, uppenbaras i den katolska kyrkans förkunnelse och i Bibeln, och må inte härledas ytterligare.
Särskild uppenbarelse (tro) och naturlig uppenbarelse (förnuft) kompletterar snarare än strider emot varandra, för de sammanstrålar i samma punkt: sanningen.

#### Analogi
En viktig komponent i Thomas filosofi är teorin om analogin. Thomas erkände tre former av beskrivningar: univokation (synonymos), ekvivokation (homonymos) och analogier.
- Univokation, eller synonym, är att använda en benämning med samma betydelse för två objekt.

- Ekvivokation, eller homonym, är när meningen i en benämning skiljer sig i olika sammanhang, och är ett informellt felslut.

- Analogi, menade Thomas, uppträder när betydelsen i ett ord förändras till en del men inte fullständigt, i olika sammanhang. Analogi är nödvändigt vid utsagor om Gud, för några aspekter av den gudomliga naturen är dold (Deus absconditus) och andra uppenbarade (Deus revelatus) för människans slutna medvetande. Enligt Thomas synsätt, kan människan ha kunskap om Gud genom hans skapelse (allmän uppenbarelse), men bara på ett analogt vis. Människan kan tala om Guds godhet enbart genom att förstå att denna liknar, men inte är identisk med, människans godhet.[20]

### Etik
Thomas etik bygger på begreppet prima causa. I Summa Theologica, skriver han:
Dygd förutsätter en särskild fullkomlighet hos en makt. Fullkomligheten i något bestäms huvudsakligen av dess ändamål. Men maktens ändamål är handling. Därmed sägs makt vara fullkomlig, beroende av dess handlings bestämmelse.
Thomas definierade de fyra kardinaldygderna som vishet, måttlighet, rättvisa, och mod. Kardinaldygderna är naturliga och uppenbarade i naturen, och de är bindande för samtliga. Det finns dock även tre teologiska dygder: tro, hopp och kärlek. Dessa är övernaturliga och åtskilda från de övriga dygderna i deras väsen, vilken är Gud:
Objektet för de teologiska dygderna är Gud, som är målet för allt, och som övergår vårt förstånd. Å andra sidan är objektet för de intellektuella och moraliska dygderna något gripbart för det mänskliga förnuftet. Därför är de teologiska dygderna åtskilda från de intellektuella och moraliska dygderna.

### Rättsfilosofi
Thomas urskilde vidare fyra sorters lagar och rätt: evig, naturlig, mänsklig och gudomlig. Den eviga lagen är det Guds ord som styr hans skapelse. Naturrätt och den naturliga lagen är den mänskliga delaktigheten i den eviga lagen vilken människan kommer till insikt om genom förnuftet. Naturrätten följer på prima causa:
. . . detta är lagens första föreskrift, att det goda skall göras och framhävas, och det onda skall undvikas. Alla andra föreskrifter om den naturliga lagen bygger på detta . . .
Viljan att leva och fortplanta sig räknar Thomas till sådana grundläggande (naturliga) mänskliga värden, vilka alla andra mänskliga värden grundas på. 
Den mänskliga lagen är den positiva rätten: i idealfallet naturrätten tillämpad på samhället av en regering. Gudomlig lag är den lag som i synnerhet tillkännages i de heliga skrifterna.
Av den positiva rätten finns två slag: folkrätten och civilrätten. Folkrätten bygger, menar Thomas, på naturrätten och på förnuftiga principer som är förutsättningar för den mänskliga samvaron; dessa är gemensamma för all samhällen. Civilrätten är mer självständig från naturrätten.
Thomas har spelat en avgörande roll för den katolska förståelsen av dödssynd och vanesynder.
Thomas förnekade att människan har några plikter mot djuren, eftersom de inte är personer. Annars hade det varit i strid emot lagen att äta dem. Detta innebär inte att människan har rätt att behandla dem med grymhet, för "grymma handlingar kan föras över till hur vi behandlar människor."

### Statslära
För Thomas är staten betingad av att människan är en samhällsvarelse. Den är den naturliga ordningen, liksom lagen är naturlig, och så länge som staten inte sätter upp hinder för människornas frälsning, är det följaktligen medborgarnas skyldighet att vara lojal mot staten. Han bygger denna teoribildning på Aristoteles filosofi, och utgör därmed en brytning med Augustinus för vilken staten är ett nödvändigt ont. Ytterst faller statsbegreppet tillbaka på natursynen: naturen och det gudomliga står inte i konflikt för Thomas, varmed heller inte det världsliga gör så av nödvändighet. Till statens naturliga ordning hör också, enligt Thomas, hierarkin, en hierarki som skall bevara den gudomliga ordningen. Men till skillnad från Aristoteles, fördömer Thomas slaveriet. Han företräder en statsteori som bygger på religionen i motsats till den samtide Marsilius av Padua som ville skilja mellan kyrka och stat.

### Metafysik
Thomas metafysiska lära är aristotelismen på kristen grundval. Från Aristoteles tar han teorin om materia och form, samt om potens och handling (aktualitet och potentialitet).

## Teologi

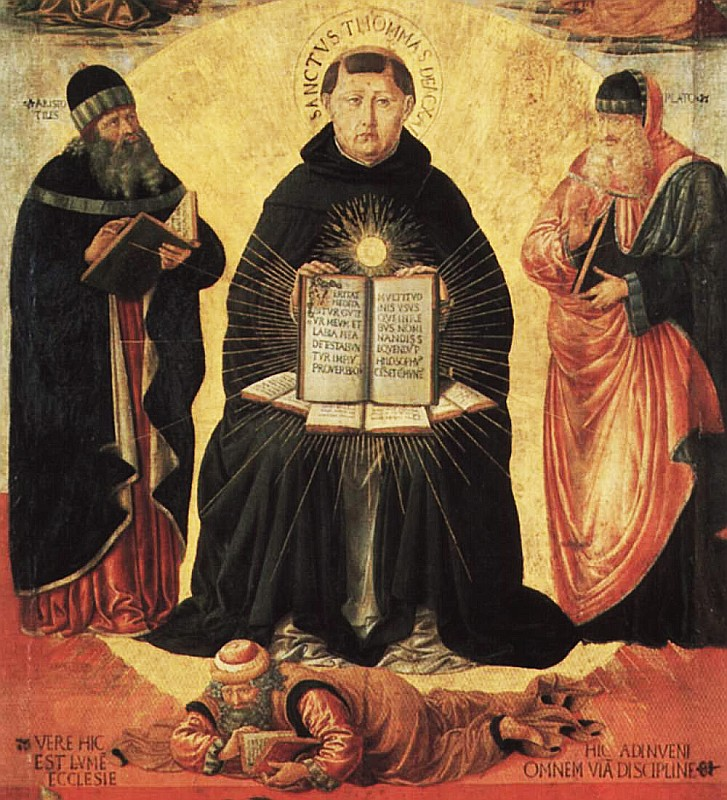
"Sankt Thomas triumf över Averroës", målning av Benozzo Gozzoli. Thomas i mitten, flankerad av Platon och Aristoteles; Averroës liggande på marken.

Thomas betraktade teologin, eller "den heliga doktrinen", som en exakt vetenskap, likt naturvetenskapen, där råmaterialet utgörs av de nedtecknade heliga skrifterna och Kyrkans tradition. Dessa källor betraktade han som data, vilka var skapade av Guds självuppenbarelse inför individerna och människorgrupper, löpande genom historien. Tro och förnuft, åtskilda men förbundna till varandra, är två huvudinstrument med vilka teologins data behandlas. Han ansåg att båda var nödvändiga - eller snarare, att sammanstrålningen av båda var nödvändigt - för att erhålla sann kunskap om Gud. Han sammanförde grekisk filosofi med den kristna doktrinen genom att hävda att rationellt tänkande och studiet av naturen, liksom uppenbarelsen, var giltiga sätt att förstå Gud på. Enligt Thomas uppenbarar sig Gud i naturen, varmed studiet av naturen är att studera Gud. Det slutliga målet för teologin, enligt Thomas mening, är att använda förnuftet för att gripa sanningen om Gud och erfara frälsningen genom sanningen.

### Guds natur
Thomas ansåg att Guds existens varken är självklar (given av sig själv) eller bortom bevisbarhet. I Summa Theologica behandlar han detaljerat fem förnuftsskäl till Guds existens. Dessa kallas quinquae viae, eller "de fem vägarna".
Vad beträffar Guds natur ansåg Thomas att det bästa betraktelsesättet, vanligen kallad via negativa, är att utgå från vad Gud inte är. Detta ledde till att han lade fram fem positiva påståenden om de gudomliga egenskaperna:
1. Gud är enkel, utan att innehålla delar, såsom kropp och själ, eller materia och form.
2. Gud är fullkomlig, och saknar inget. Detta innebär att Gud genom sitt fullständiga varande är annorlunda än andra varelser.
3. Gud är oändlig. Detta innebär att Gud inte har en ände såsom skapade varelser har, vilka är fysiskt, intellektuellt, och känslomässigt begränsade. Denna oändlighet som Gud har måste skiljas från oändliga tal och oändlig storlek.
4. Gud är oföränderlig, och kan inte förändra det som har att göra med Guds existens och karaktär.
5. Gud är en, Guds själv är odelbart. Guds enhet är sådan att Guds essens är detsamma som Guds existens. Med Thomas egna ord "i sig själv är påståendet ’Gud existerar’ av nödvändighet sant, för i det är subjektet och predikatet samma."

I detta hänseende delade han, bland andra, Maimonides uppfattning om detsamma.

### Treenighetens natur
Thomas anför att Gud, trots att han är en fullkomlig helhet, också kan ges en fullständig beskrivning med tre sammanbundna personer: treenigheten. Dessa tre personer (Fadern, Sonen och Den helige ande) konstitueras i och med sina inbördes relationer inom Guds väsen. Fadern skapar Sonen (eller Ordet, Logos) genom självmedvetandet. Denna eviga generation skapar sedan den evige ande "som är bestående av den gudomliga naturen av Guds kärlek, Faderns kärlek till Ordet."
Det är inte åtskilt från världen som denna treenighet existerar. Tvärt om tjänar treenigheten till att förmedla Guds själv och Guds godhet till människan. Detta inträffar genom inkarnationen av Ordet (logos) i Jesus Kristus person, och med inblandning av Den helige ande, inom dem som har emottagit Guds frälsning.

### Jesu Kristi natur
Thomas börjar sin redogörelse av Jesus Kristus i sin Summa Theologica med att anföra den bibliska berättelsen om Adam och Eva, och beskriva arvssynden. Syftet med Jesu Kristi inkarnation var att återställa den mänskliga naturen genom att avlägsna "den i människan genomsyrade synden," något som människan inte förmår göra på egen hand. "Gudomlig Visdom bedömde det vara passande att Gud skulle bli människa, så att en och samma person både skulle kunna återställa människan och erbjuda tillfredsställelse."
Han argumenterar emot flera samtida och historiska teologer som hade en avvikande uppfattning om Kristus. I gensvar till Fotinus säger Thomas att Jesus i sanning var gudomlig och inte enbart en mänsklig varelse. Mot Nestorius, som ansåg att Gud bara bebodde Jesu kropp, anför Thomas att Guds fullkomlighet var en delmängd i Kristi väsen. När Thomas bemöter Apollinaris synsätt, säger han dock att Kristus, också, i sanning hade en mänsklig (förnuftsbaserad) själ. Detta skapar en dualitet i Kristi natur, som är ett synsätt som står i motsättning till Arius läror. Emot Eutyches resonerar Thomas för idén att denna dualitet kvarblev efter inkarnationen. Dessa två naturer existerar simultant fastän oskiljaktiga i den mänskliga kroppen, menar Thomas i strid emot vad Manichaeus och Valentinus hade hävdat.
"Kristus hade en riktig kropp av samma natur som våran, en sann, förnuftig själ, och dessutom, fullständig gudomlighet." Därför förefinns både enhet (i en av hans hypostaser) och skiljaktighet (i hans två naturer, den mänskliga och gudomliga) i Kristus.

### Målet med människans liv
Målet med människans existens är enligt Thomas att förenas med Gud och för evigt leva som hans följeslagare. I synnerhet uppnås detta mål genom den saliga visionen, en händelse genom vilken en person enligt katolicismen erfar fullkomlig, ändlös salighet genom en förståelse av Gud, liksom i Paulus första brev till Korinterna: "Vi ser nu på ett dunkelt sätt, såsom i en spegel, men då skall vi se ansikte mot ansikte. Nu är vår kunskap ett styckverk...". Denna vision, som uppkommer efter döden, är en gåva från Gud som tillkommer dem som har erfarit frälsning och syndernas förlåtelse genom Kristus under deras liv på jorden.
Detta ultimata mål ger jordelivets implikationer. Thomas slog fast att en människas fria vilja måste riktas mot det rättrådiga, sådant som välgörenhet, fred och helighet. Han ser detta som en väg till saligheten. Thomas framställning om det moraliska livet baseras på denna idé om salighet. Förhållandet mellan vilja och mål är primära av naturen "eftersom den rättrådiga viljan består av att vederbörligen rätta sig efter änden [det vill säga den saliga visionen]." De som sanningsenligt söker förstå och se Gud kommer av nödvändighet att älska vad Gud älskar. En sådan kärlek kräver moral, och den återgäldas i varje mänskligt val.

## Thomismen
Huvudartikel: Thomism
Att Thomas av Aquino med sina verk utgör medelpunkten i medeltidens tänkande, är allmänt erkänt. För huvudriktningen inom katolicismen råder det numera även konsensus om att det inte sedan Aristoteles funnits någon som utövat större inflytande på tänkandet än Thomas av Aquino; då bör det erinras att stora delar av Europas befolkning är katoliker, liksom folk i andra världsdelar. Hans auktoritet var stor redan under hans samtid. Påvarna, universiteten, studia av hans orden, var samtliga måna om att ta lärdom av hans vetande och vishet. Åskilliga av hans viktigare verk skrevs på beställning, och hans åsikter efterfrågades av flera grupper i samhället. Vid flera tillfällen åberopade doktorerna vid universitetet i Paris sina disputationer med honom och följde hans anvisningar (Vaughan, op. cit., II, 1 p. 544). 
Franciskanerna erkände emellertid inte Thomas auktoritet till en början, företrädare för den äldre aristotelismen bekämpade honom med stöd av Augustinus, och en tid stod han för tankar som ansågs som förlegade (via antiqua) i ljuset av bland andra Wilhelm av Ockham (via moderna). Bland Thomas anhängare med störst inflytande finns den så kallade Salamancaskolan, som grundade den moderna folkrätten, folksuveränitetsprincipen, och moderna krigsrätten.
Hans principer, som kommer till känna genom hans skrifter, har trots allt fortsatt att influera personer ända till samtiden. Hans betydelse i rent filosofiskt hänseende går under namnet thomism. Av katoliker betraktas han som kristendomens Aristoteles, och det är i det ljuset man skall se hans ställning i påve Leo XIII:s encyklika "Aeterni Patris". Hans betydelse kan sammanfattas i två påståenden: han etablerade katolicismens syn på förhållandet mellan tro och förnuft, och han systematiserade teologin. 

### Tro och förnuft

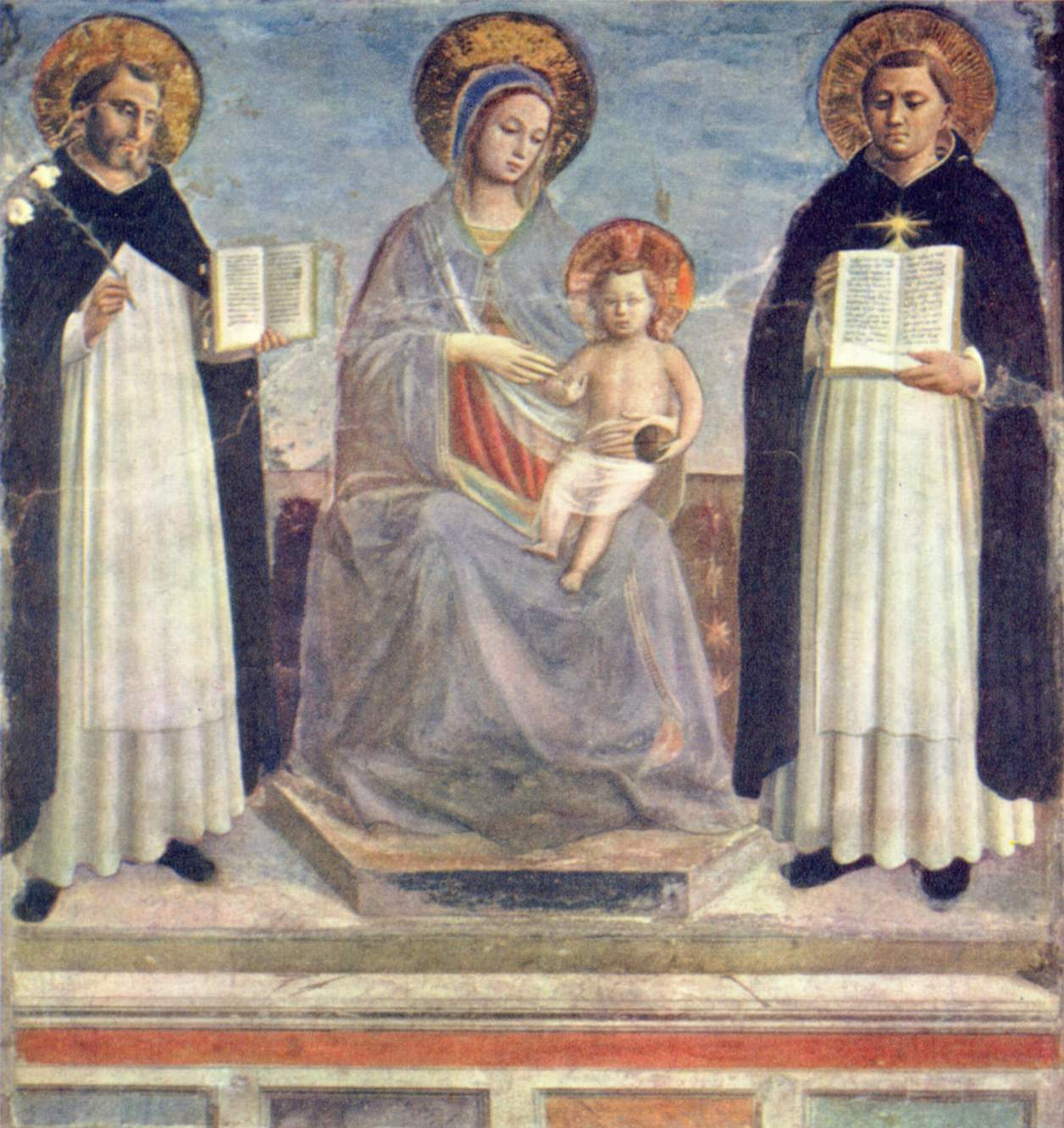
Jungfru Maria och Jesubarnet, med Dominicus och Thomas vid hennes sidor; fresk av Fra Angelico.

Thomas principer om förhållandet mellan tro och förnuft fastslogs vid Första Vatikankonciliet. Det andra, tredje och fjärde kapitlen av den apostoliska konstitutionen "Dei Filius" låter som om sidorna vore tagna direkt från Thomas.
Förnuftet ensamt, menar Thomas, är inte tillräckligt för att vägleda människan; människan behöver uppenbarelse; det blir därmed fundamentalt att skilja mellan sanning som erhålls genom förnuftet från sanning som bygger på högre kunskap (mysterier) som kommer till känna genom uppenbarelse. Därtill framhåller han att förnuft och uppenbarelse visserligen är distinkta, men att de inte står i ett motsatsförhållande. Genom tron kan fönuftet räddas från att begå misstag; förnuftet borde tjäna trons syften, menar han. Detta tjänande kan uppträda på tre sätt: 
- förnuftet bör förbereda medvetandena på att emottaga tron genom att förse den med de sanningar som förutsätter tron (praeambula fidei)
- förnuftet bör förklara och utveckla trossanningarna och framställa dem i vetenskaplig form
- förnuftet bör försvara sanningarna som uppenbarats av Gud allsmäktige.

Detta är en utveckling av Augustinus tankegångar (De Trin., XIV, c. i). Principerna återfinns på flera ställen i Thomas skrifter, i synnerhet i: In Boethium, de Trinitate Proem., Q. ii a. 1; Summa contra Gentiles, I, cc. iii-ix; Summa Theologica I:1:1, I:1:5, I:1:8, I:32:1, I:84:5. 
Thomas stred inte emot fiktioner, utan gick till angrepp på levande motståndare. Aristoteles verk hade nått Frankrike i form av tvivelaktiga översättningar och kommentarer av judiska och muslimska filosofer, som var oförenliga med den kristna läran. Detta gav upphov till en uppsjö slutledningar bland kristna vilka myndigheterna ansåg vara så alarmerande att Robert de Courçon förbjöd all läsning av Aristoteles Fysiken och Metafysiken år 1210, men dekretet mildrades av Gregorius IX år 1231. 
Samtidigt uppstod en rationalism vid universitetet i Paris, företrädd av Pierre Abelard och Raymond Lullus, som menade att förnuftet ensamt kunde förklara allt, även trons mysterium, detta i anslutning till Averroës filosofi. Genom att tillämpa Augustinus principer (se I:84:5), och genom att följa Alexander av Hales och Albertus Magnus fotspår, löste Thomas situationen då han lät översätta Aristoteles, bemötte motståndarnas påståenden i stället för att censurera dem, och sökte så att "rena" Aristoteles.

### Systematisk teologi
Nästa steg var att överföra teologin till en systematisk, vetenskaplig form som tjänade trons syften. Skolastik innebär inte, som somliga påstår, i ändlösa diskussioner och formbundna subtiliteter, utan i att uttrycka doktrinerna i en språkdräkt och form som är klar, korrekt, och koncis. I encyklikan "Aeterni Patris" citerar Leo XIII Sixtus V:s bulla "Triumphantis" (1588), i vilken denne förklarar att för det rätta användandet av filosofin står vi i tacksamhetsskuld till "de nobla begåvningarna som gjorde skolastiken så formidabel mot sanningens fiender", med "den redovisade samstämmigheten av orsak och verkan, ordningen och följdriktigheten liksom arméns disciplin under ett krig, dessa klara definitioner och distinktioner, de kraftfulla argumenten och hängivna diskussionerna genom vilka ljuset skiljs från mörkret, sanningen från det falska, allt blottlägges och barlägges, som om vore falskheten hos heretikerna iklädda moln av undanflykter och felslut". 
För stora delar av den katolska kyrkan utgör skolastiken den filosofiska guldåldern. Skolastikernas skrifter är de som belyser mörkret och upprättar ordning i kaoset. Där intager Thomas av Aquino ett av de främsta rummen, som efterföljare till bland andra Anselm av Canterbury och Petrus Lombardus.

## Nythomismen
Huvudartikel: Nythomism och Analytisk thomism
En nytolkning av Thomas av Aquino under 1900-talet, påbjuden av Vatikanen, har kommit att kallas nythomism. Den kännetecknas framför allt av en opposition mot modernismen, men den utgör också grunden för den politiska katolicismens socialpolitik. I så måtto ligger den bland annat till grund för kristdemokratin, men nythomismen placerar sig inte gärna på höger-vänsterskalan.
I en syllabus från 1864 av påve Pius IX, fördöms ståndpunkten att skolastikernas metoder och principer inte är tillämpliga i modern tid eller för vetenskapens fortskridande (Denzinger-Bannwart, n. 1713). 
Encyklikan "Aeterni Patris" av påve Leo XIII framför skäl till "en reform av praktikerna i filosofi genom att återinföra de välkända lärorna av Sankt Thomas av Aquino". Han uppmanar där biskoparna att "återinföra Thomas gyllene visom och sprida den i när och fjärran till den katolska trons försvar och skönhet, till samhällets godo, och för utvecklingen av alla vetenskaperna". På de sidor i encyklikan som direkt föregår detta citat, förklarar påven varför Thomas lära skulle uppnå sådana eftersträvansvärda resultat: Thomas är, säger påven, den store mästaren i att förklara och försvara tron, för hans är "kyrkofädernas och skolastikernas fasta doktrin, som med en sådan klarhet och kraft redogör för trons grundvalar, dess gudomliga ursprung, dess egenartade sanning, för argument som den står emot, fördelar som den skänker mänskosläktet, och dess fullkomliga harmoni med förnuftet, på ett sätt som fullständigt tillfredsställer sinnen som är öppna för övertalning fastän ovilligt och motstridigt". I sig själv betraktas Thomas karriär som ett bevis för att den katolska kyrkan inte motsätter sig förnuftet, om det används på rätt sätt. 
De sociologiska aspekterna av Thomas framhålls också i encyklikan: "Thomas lära redovisar den sanna innebörden av frihet /---/, den gudomliga makt som all auktoritet kommer av, lagarna och deras kraft, furstarnas faderliga och rättvisa styrelse, åtlydnanden av de största makterna, ömsesidig välgörenhet - om alla dessa och liknande saker; han har en kraft att stå emot principerna hos den nya ordningen vars fara för freden och den allmänna säkerheten är känd" (ibid.). 
Det onda som drabbat det moderna samhället har tagits upp av densamme påven i brevet "Inscrutabili" från 21 april 1878, och i ett annat om socialism, kommunism, och nihilism ("The Great Encyclicals of Leo XIII", pp. 9 sqq.; 22 sqq.). Påven anför alltid Thomas filosofi som bot mot detta, och som svar på de sociala och politiska problemen i samtiden, för kristna i olika stater och för arbetarklassen (ibid., pp. 107, 135, 180, 208). 
Att Thomas och de övriga skolastikernas teorier är oförenliga med det moderna samhällets vetenskaper, tillbakavisades av Leo XIII som anförde följande: (a) Skolastikerna motsatte sig inte vetenskapliga undersökningar (b) Undersökning enbart är inte tillräckligt för sann vetenskap. Detta var en vederläggning av modernisternas försök till nyorientering inom teologin. Rationalismen som Thomas mötte i sin samtid, har många gemensamma nämnare med modernitetens rationalism.
Även encyklikan "Providentissimus Deus" (18 november 1893) tillägnar Leo XIII Thomas filosofi.
Bland de tänkare, utanför kurian, som förde fram nythomismen finns i främsta rummet Jacques Maritain, som medverkade till utformningen av FN:s allmänna deklaration om de mänskliga rättigheterna. I förordet till sin bok om Thomas tillämpbarhet i det moderna samhället (St. Thomas Acquinas, 1930), definierar Maritain nythomismen och redogör för dess politiska, filosofiska och religiösa implikationer. Étienne Gilson, Martin Grabmann, Antonin-Dalmace Sertillanges och kardinal Mercier var ytterligare några framträdande personer under nythomismens tidiga år. Till den nythomistiska rörelsen hör att flera lärosäten och tidskrifter grundades för studiet av Thomas och andra medeltida skolastiker, till exempel lärosätena Institut supérieur de philosophie, Angelicum (Rom), Institut Catholique (Paris), samt universitetet i Fribourg. Dessutom har nythomismen spelat en framträdande roll vid kontinentala och anglosaxiska icke-konfessionella universitet.
Bland övriga tänkare som företrätt nythomistiska tankegånger, och analytisk thomism, finns bland andra Elizabeth Anscombe, Alasdair MacIntyre och Philippa Foot.

## Verk i urval
- De Fallaciis, 1244
- De Propositionibus Modalibus, 1244-1245
- De Ente et Essentia, 1254-1256
- De principiis naturae, 1255
- Quaestiones Disputatae , 1256-1272
  - De Veritate, 1256-1259
  - De Anima
  - De Potentia
  - De Malo
- Quaestiones Quodlibetales
- Contra Impugnantes Dei Cultum et Religionem, 1257
- Super Boethium de Hebdomadibus, 1258
- Summa contra Gentiles, 1258-1264
- Summa Theologica, 1265-1272
- De Perfectione Vitae Spiritualis, 1269
- Contra Pestiferam Doctrinam Retrahentium Homines a Religionis Ingressu, 1270
- De Aeternitate Mundi Contra Murmurantes, 1270
- De Substantiis Separatis, 1272-1273
- De Mixtione Elementorum ad Magistrum Philippe, 1273
- De Natura Materiae et Dimensionibus Interminalis
- De Natura Verbi Intellectus
- Catena aurea
- De Unitate Intellectus
- De Regimine Principum